# Holbrook (Arizona)
Holbrook (in navajo: T'iisyaakin) è una città della contea di Navajo nell'Arizona, negli Stati Uniti. Secondo il censimento del 2010, la popolazione della città era di 5 053 abitanti. La città è il capoluogo della contea di Navajo.
Holbrook fu fondata nel 1881 o 1882, quando fu costruita la ferrovia, e chiamata così in onore del primo capo ingegnere della Atlantic and Pacific Railroad.
Il parco nazionale della foresta pietrificata (Petrified Forest National Park) si trova a 28 miglia a est della città di Holbrook. La U.S. Route 66 attraversa Holbrook.

## Geografia fisica
Secondo l'Ufficio del censimento degli Stati Uniti, ha una superficie totale di 17,37 mi² (44,99 km²).

## Società

### Evoluzione demografica
Secondo il censimento del 2010, la popolazione era di 5 053 abitanti.

### Etnie e minoranze straniere
Secondo il censimento del 2010, la composizione etnica della città era formata dal 55,8% di bianchi, il 2,7% di afroamericani, il 26,4% di nativi americani, l'1,3% di asiatici, lo 0,0% di oceanici, l'8,0% di altre razze, e il 5,8% di due o più razze. Ispanici o latinos di qualunque razza erano il 25,4% della popolazione.